# Lista de deputados estaduais de Rondônia da 9.ª legislatura
Essa é uma lista de deputados estaduais eleitos para o período 2015-2019.

## Composição das bancadas
| Partido | Líder                            | Bancada | Posição      |
| ------- | -------------------------------- | ------- | ------------ |
| PP      | Aélcio da TV                     | 3 / 24  | Oposição     |
| PMDB    | Rosângela Donadon                | 3 / 24  | Governo      |
| PSDC    | Glaucione Rodrigues              | 2 / 24  | Oposição     |
| PDT     | Saulo Moreira                    | 2 / 24  | Governo      |
| PT      | Lazinho da Fetagro               | 2 / 24  | Oposição     |
| PTdoB   | Dr. Neidson de Barros            | 2 / 24  | Independente |
| DEM     | Adelino Follador                 | 1 / 24  | Oposição     |
| PTN     | José Eurípedes Clemente (Lebrão) | 1 / 24  | Governo      |
| PRP     | Marcelino Tenório                | 1 / 24  | Governo      |
| PSDB    | Jean Oliveira                    | 1 / 24  | Oposição     |
| PV      | Luizinho Goebel                  | 1 / 24  | Independente |
| PEN     | Laerte Gomes                     | 1 / 24  | Independente |
| PTB     | Léo Moraes                       | 1 / 24  | Governo      |
| PSD     | Hermínio Coelho                  | 1 / 24  | Independente |
| SD      | Alex Redano                      | 1 / 24  | Independente |
| PSB     | Cleiton Roque                    | 1 / 24  | Governo      |

## Deputados estaduais
| Número | Deputados estaduais eleitos | Partido | Votação | Percentual | Cidade onde nasceu     | Unidade federativa |
| 25500  | Adelino Follador            | DEM     | 19.151  | 2,33%      | Barão de Cotegipe      | Rio Grande do Sul  |
| 27456  | Glaucione Rodrigues         | PSDC    | 18.121  | 2,21%      | Baixo Guandu           | Espírito Santo     |
| 19429  | Lebrão Clemente             | PTN     | 16.373  | 2,00%      | Guará                  | São Paulo          |
| 11234  | Maurão de Carvalho          | PP      | 16.249  | 1,98%      | Tuneiras do Oeste      | Paraná             |
| 44000  | Marcelino Tenório           | PRP     | 14.259  | 1,74%      | Bom Conselho           | Pernambuco         |
| 45140  | Jean Oliveira               | PSDB    | 13.672  | 1,67%      | Alta Floresta d'Oeste  | Rondônia           |
| 11000  | Lúcia Tereza                | PP      | 11.652  | 1,42%      | Anhumas                | São Paulo          |
| 43123  | Luizinho Goebel             | PV      | 11.375  | 1,39%      | Cascavel               | Paraná             |
| 51234  | Laerte Gomes                | PEN     | 11.360  | 1,38%      | Jacinto Machado        | Santa Catarina     |
| 15321  | Rosângela Donadon           | PMDB    | 11.108  | 1,35%      | Barra de São Francisco | Espírito Santo     |
| 12345  | Saulo Moreira               | PDT     | 11.097  | 1,35%      | Mutum                  | Minas Gerais       |
| 15555  | Só Na Bença                 | PMDB    | 11.019  | 1,34%      | Jaciara                | Mato Grosso        |
| 15800  | Edson Martins               | PMDB    | 10.327  | 1,26%      | Nova Venécia           | Espírito Santo     |
| 14122  | Léo Moraes                  | PTB     | 10.275  | 1,25%      | Foz do Iguaçu          | Paraná             |
| 55055  | Hermínio Coelho             | PSD     | 9.540   | 1,16%      | Petrolina              | Pernambuco         |
| 11111  | Aélcio da TV                | PP      | 9.330   | 1,14%      | Estrela do Norte       | São Paulo          |
| 77100  | Alex Redano                 | SD      | 9.272   | 1,13%      | Medianeira             | Paraná             |
| 12123  | Airton Gurgacz              | PDT     | 9.176   | 1,12%      | Cruz Machado           | Paraná             |
| 13122  | Lazinho da Fetagro          | PT      | 9.036   | 1,10%      | Mandaguaçu             | Paraná             |
| 13600  | Dr. Ribamar Araújo          | PT      | 8.686   | 1,06%      | Catolé do Rocha        | Paraíba            |
| 70111  | Dr. Neidson Barros          | PTdoB   | 8.301   | 1,01%      | Guajará-Mirim          | Rondônia           |
| 40111  | Cleiton Roque               | PSB     | 7.717   | 0,94%      | Cacoal                 | Rondônia           |
| 27777  | Ezequiel Júnior             | PSDC    | 7.640   | 0,93%      | Ariquemes              | Rondônia           |
| 70190  | Jesuíno Boabaid             | PTdoB   | 6.890   | 0,84%      | Porto Velho            | Rondônia           |